# 塞尔瓦 (加尔省)
塞尔瓦（法語：Servas）是法国加尔省的一个市镇，属于阿莱区（Alès）阿莱东南县（Alès-Sud-Est）。该市镇总面积10.76平方公里，2009年时的人口为195人。

## 人口
塞尔瓦人口变化图示